# Glypta dupla
Glypta dupla är en stekelart som beskrevs av Dasch 1988. Glypta dupla ingår i släktet Glypta och familjen brokparasitsteklar. Inga underarter finns listade i Catalogue of Life.